# 海茲·帕各斯
海茲·帕各斯（Heinz Pagels，台譯斐傑斯，1939年2月19日—1988年7月23日）），美國物理學家，曾為洛克菲勒大學物理學合聘教授。他最為人所識的是他寫過的三本科普書《宇宙密碼》、《全對稱》和《理性之夢》。
帕各斯在史丹福大學博士畢業，研究主題是基本粒子物理，指導教授是 Sidney Drell 。 他的工作包括被多番引用的綜述長文〈量子色動力學〉（與W. Marciano）和 〈由手徵對稱性出發〉。他又曾和David Atkatz合寫一篇前瞻性的論文，標題為〈宇宙起源於一次量子穿隧事件〉  。
帕各斯經常公開抨擊那些濫用科學概念或發現來宣傳神秘主義和偽科學的人。1986年，一名「超越冥想運動」組織（Transcendental Meditation movement）的前成員控告該組織詐騙，時為紐約科學學院執行理事的帕各斯曾為訟方撰寫書面證供。
他積極參與公共事務。他曾任主席的國際人權同盟，是一個支持外地學者自由的組織。他當過紐約律師公會的科學和法律委員會成員、非營利非黨派的美國對外關係委員會成員等。
1969年，帕各斯與伊蓮·海西結婚。後者後來成為一名神學教授，在1981年獲麦克阿瑟奖。他們有一個女兒和一個領養子。
帕各斯一直熱愛攀山，1988年他在科羅拉多州金字塔峰攀山期間，不幸發生意外逝世。
他在1988年的著作《理性之夢：這世界屬於會作夢的人》有兩個主題：複雜科學和科學哲學。在書內，他說明電腦如何模擬各式各樣的複雜系統；他評論了各種探討人類腦部運作的方向，悲觀地猜測神經生物學和認知科學的結合，可能因為複雜度的問題而無法研究；評論托马斯·库恩科學典範革命的理論也適用於時裝潮流之上。

## 著作
- 《宇宙密碼：量子物理是自然的語言》（The Cosmic Code: Quantum Physics as the Language of Nature）（ ISBN 0-671-24802-2, 1984年版 ISBN 0-553-24625-9 ）
- 《全對稱：找尋時間的起源》（Perfect Symmetry: The Search for the Beginning of Time）（ISBN 0-671-46548-1, 1991年版 ISBN 0-553-35254-7）
- 《理性之夢：這世界屬於會做夢的人》（The Dreams of Reason: The Computer and the Rise of the Sciences of Complexity）（ISBN 0-671-62708-2, 1989版 ISBN 0-553-34710-1 ，中譯本 ISBN 9789576211386）

## 外部連結
- edge.org的紀念頁 （页面存档备份，存于）